# Óscar Moreno
 (novembre 2009).
Le contenu est difficilement compréhensible vu les erreurs de traduction, qui sont peut-être dues à l'utilisation d'un logiciel de traduction automatique.
Óscar Moreno (Porto, 16 novembre 1878 - Porto, 26 mai 1971), est un chirurgien urologue portugais.

## Biographie
Né à Porto, dans la paroisse de Victoria, fils de Joseph Laurent Russo, revendeur et Lucinda Sousa Martins Ribeiro, la sœur du Dr. Rodrigo de Sousa  Moreno, médecin de l'école de médecine de Porto et administrateur du comté de Gondomar. 
Il fit ses études de médecine à l'École de la médecine-chirurgie Porto sous l'influence de son oncle, le Dr. Rodrigo de Sousa  Moreno, et les termina en 1908, un disciple de Roberto Frias a été pour l'Ecole de Médecine de Paris (Hôpital Necker) disciple de Marie Curie[pas clair], et spécialisée en urologie complété son doctorat en médecine en l'année de 1911, dont la thèse À propos de fonctions rénales a reçu un avis du 20.[Quoi ?]
Il contrôla le service des routes Urinárias[Quoi ?] l'École de Médecine de Paris (Hôpital Necker) de 1908 à 1911. 
Il a également engagé le poste de professeur d'urologie, Faculté de médecine de Porto, de 1917 à 1948, le premier professeur à occuper la présidence de la Faculté de médecine de Porto. 
Il a fondé et dirigé le Département d'urologie de l'hôpital Geral de Santo António (1924), initialement appelé Bureau d'urologie et de Vénérologie. 
Il a ecrit beaucoup the articles avec le chirurgien français Maurice Heitz-Boyer. Avec Leon Ambard, il a consacré en particulier à l'exploitation des techniques reins, ce qui contribue à la découverte de "constante Ambard," ce qui signifie que devaient être considérées comme des constantes, Ambard-Moreno, par qui vise à évaluer l'état de fonctionnement du les reins.[Quoi ?]
Il est mort à Porto, dans la paroisse de Victoria.

## Publications
- "Le volume des urines et la concentration maximale. Diagnostiqué signification de la pyurie", en collaboration avec Heitz Boyer, Presse Médicale, Mars 29, 1911;
- "Des injections de pâte bismuthée en chirurgie urinaire", en collaboration avec Heitz Boyer, Anal. Des mal. des voies urinaires, 11, 1910;
- "Comparaison du fonctionnement rénal avant et après la néphrectomie", en collaboration avec Chevassu, Revue de Gynécologie, 1911.